# کریستوفر ایشروود
کریستوفر ویلیام بردشاو ایشروود (به انگلیسی: Christopher William Bradshaw Isherwood) نویسنده انگلیسی در سال ۱۹۰۴ در های‌لینِ چشایر متولد شد و در مدرسة رپتون و کالج کورپوس کریستیِ کمبریج تحصیل کرد. او در لندن برای مدتی به‌عنوان معلم خصوصی کار کرد و سپس از ۱۹۲۸ تا ۱۹۲۹ در کینگز کالج لندن به تحصیل پزشکی پرداخت.
در روز ۲۶ ژانویه ۱۹۳۹ در زمان جنگ جهانی دوم همراه با ویستن هیو آودن ار انگلستان گریخته با خط هلند-امریکا به نیویورک در ایالات متحده می‌رود و در آنجا پناهنده سیاسی می‌شود
وی رمان کوتاه «مرد مجرد» («مرد تنها») را در سال ۱۹۶۴ منتشر کرد که بر اساس آن فیلمی ساخت شده‌است. تاکنون فیلم‌های زیادی در سینما بر اساس رمان‌ها و داستان‌های کوتاه وی منتشر شده که "من دوربین هستم" و "ملوانی از جبل الطارق" از مهم‌ترین آن‌ها به‌شمار می‌آید.
از دیگر رمان‌هایی که وی به رشته تحریر درآورده، می‌توان به کتاب‌هایی چون «جهانی در بعداز ظهر»، «سفری به جنگ» و «داستان‌های برلین» اشاره کرد.

## آثار
- «تمام دسیسه‌چینان» (۱۹۲۸) (ترجمه آرش طهماسبی، تهران: انتشارات فرهنگ جاوید، ۱۳۹۱)
- «آقای نوریس قطار عوض می‌کند» (۱۹۳۵) (ترجمه آرش طهماسبی، تهران: انتشارات فرهنگ جاوید، ۱۳۹۲)
- «سگ در زیر پوست» (۱۹۳۵)
- «خداحافظ برلین» (۱۹۳۹) (ترجمه آرش طهماسبی، تهران: انتشارات فرهنگ جاوید، چاپ دوم ۱۳۹۱)
- «سفری به جنگ» (۱۹۳۹)
- «داستان‌های برلین» (۱۹۴۵)
- «جهانی در بعدازظهر» (۱۹۵۴)
- «مرد مجرد» (۱۹۶۴)